# Halosphaera
Halosphaera, rod zelenih algi u porodici Pyramimonadaceae, dio reda Pyramimonadales. Pripada joj 4 morske vrste

## Opis
Jednostanična alga koja se javlja u dva stadija, kokoidni tzv. fikoma (Phycoma) stadij i pokretni četveroflagelatni stadij. Phycoma stadij promjera do 800 µm, okružen glatkom ili točkastom dvostrukom stjenkom, unutarnja je pektinske prirode, vanjska od materijala koji je povezan sa sporopoleninom. Stadij Phycoma sadrži brojne kloroplaste, kod većine vrsta s pirenoidima. U zrelosti sadržaj se dijeli na manje okrugle ili ovalne diskove, tvoreći takozvane "rozete". U početku jednojezgrena, jezgra zrelog Phycoma stadija se dijeli na brojne zoospore. Oni se oslobađaju okruženi unutarnjom stijenkom, dok se vanjska stijenka odbacuje. Unutarnji zid na kraju puca, oslobađajući zoospore. Oni posjeduju 4 prednja flagela, 1-2 puta duljinu stanice, koja proizlaze iz prednje jamice okružene s 4 režnja. Jedan parijetalni kloroplast sadrži 2-4 pirenoida smještena ispod spoja 4 prednja stanična režnja. Rizoplast polazi iz baze flagele, prolazi kroz stanicu i završava na očnoj pjegi (eyespot). Velika vrećica nepoznate funkcije povezana je s bičevom jamom. Vakuola smještena u blizini vrećice često sadrži biljne stanice, što ukazuje na fagotrofiju. Ejektilne organele (mukociste) raspoređene su u perifernoj citoplazmi. Sve površine prekrivene su organskim ljuskama nekoliko vrsta. Tijelo stanice kod jedine vrste koja je detaljno ispitana prekriveno je s 4 vrste ljuski, od kojih je jedna vrsta ograničena na flagelarnu jamicu (Pennick 1977). Bičevi su prekriveni s 3 vrste ljuski, jedna je u obliku dlake, a druga je limuloidna nalik ljuskama limulusa Pyramimonasa. Pokretni stadij se dijeli fisijom. Prijelaz iz pokretnog u stadij fikoma očito je povezan s mjesečevim ciklusom. Spolno razmnožavanje nepoznato.

## Vrste
1. Halosphaera minor Ostenfeld
2. Halosphaera parkeae Boalch & Mommaerts
3. Halosphaera russellii Parke
4. Halosphaera viridis F.Schmitz